# USS Morris (DD-271)
USS Morris (DD-271) – amerykański niszczyciel typu Clemson. Szósty okręt United States Navy, którego nazwa pochodzi od Charlesa Morrisa.
Stępkę okrętu położono 20 lipca 1918 w stoczni Fore River Plant, Bethlehem Shipbuilding Corporation, w mieście Squantum. Zwodowany 12 kwietnia 1919, matką chrzestną była pani George E. Roosevelt, prawnuczka komodora Morrisa. Jednostka weszła do służby 21 lipca 1919, dowódcą został Lieutenant Commander Morton Deyo.
26 sierpnia 1919 "Morris" popłynął na wody europejskie. Miesiąc później przeszedł przez cieśninę Gibraltarską i dotarł do Splitu. Tam dołączył do Oddziału Adriatyckiego (ang. Adriatic Detachment), który spełniał wtedy rolę quasi-polityczną i dyplomatyczną w momencie rozpadu Austro-Węgier. Wrócił do Nowego Jorku 21 maja 1920 i operował krótko w pobliżu wschodniego wybrzeża USA. Następnie, przez Kanał Panamski, popłynął do San Diego, gdzie dotarł 7 września. Przez następne 9 miesięcy pływał po wodach południowych w krótkich patrolach w okolicach politycznie wtedy niestabilnych Nikaragui i Meksyku.
Został wycofany ze służby w San Diego 15 czerwca 1922 i został przesunięty do Floty Rezerwowej. Skreślony z listy okrętów floty 19 maja 1936 został sprzedany firmie Schiavone Bonomo Corporation z Nowego Jorku 29 września 1936.